# جعل الورد الزغبي
جعل الورد الزغبي (الاسم العلمي: Tropinota squalida)، هو أحد أنواع الحشرات، يتبع فُصيّلة خنافس جعل الأزهار من فصيلة الجعليات من رتبة الخنافس.